# Scotopteryx prieta
Scotopteryx prieta là một loài bướm đêm trong họ Geometridae.